# Terra dos Meninos Pelados
Terra dos Meninos Pelados é uma série de televisão infantil produzida e exibida pela TV Globo de 21 de dezembro de 2003 a 11 de janeiro de 2004, em 4 capítulos.
Baseada na obra homônima de Graciliano Ramos, foi adaptada por Claudio Lobato e Márcio Trigo, que também foi o diretor geral e de núcleo.

## Sinopse
Raimundo é um menino diferente de todos os outros, pois ele tem um olho preto e outro azul, Além disso ele tem a cabeça pelada. Não aguentando mais ser alvo de chacota por ser diferente, ele decide fazer uma viagem fantástica a Tatipirun, uma terra encantada. Raimundo busca um lugar onde as pessoas saibam conviver com suas diferenças.

## Elenco
- Cláudio Gabriel - Rã
- Detonautas
- Fernanda Abreu
- Fernanda Carvalho - Caralâmpia
- Flávia Bonato - Professora de Geografia
- Gabriel O Pensador
- Heitor Martinez - Porteiro da Escola
- Josie Antello - Laranjeira
- Lenine
- Moska - Professor de Música
- Pato Fu
- Paulo Ricardo
- Pedro Luís & A Parede
- Pedro Paulo Rangel - tio Benjamin
- Penélope
- Reynaldo Gianecchini - Voz do carro
- Telma Reston - Doceira
- Zélia Duncan

## Exibição

### Reprises
Foi reapresentada no Viva de 9 a 30 de janeiro de 2021 na faixa nobre de sábado, sendo substituído por Clara e o Chuveiro do Tempo.

### Outras Mídias
Em 14 de outubro de 2024, foi disponibilizada na íntegra pelo Globoplay, como parte do Projeto Resgate.

## Dados Técnicos
- Música incidental e produção musical: Márcio Lomiranda
- Narração: Paulo José